# Hadet til demokratiet
Hadet til demokratiet (La haine de la démocratie) er en bog af den franske filosof Jacques Rancière. Den oprindelige franske udgave kom i 2005. I 2013 kom den i dansk oversættelse på forlaget MØLLER, oversat af Torsten Andreasen og med forord af Rune Lykkeberg. Det er blot den anden bog af Rancière, der foreligger på dansk, efter Den uvidende lærer udkom på Forlaget Philosophia i 2007.
Bogen tager afsæt i Rancières radikale demokratiforståelse og behandler det, Rancière kalder elitens had til demokratiet. Ifølge Rancière er demokratiets - og her tænkes ikke på bestemt typer demokrati som fx det repræsentative, men demokrati som sådan - grundlæggende idé, at alle er lige berettigede og kvalificerede til at herske. Dele af den intellektuelle og økonomiske elite er grundlæggende skeptiske over for denne idé, som truer deres forestilling af sig selv som bærere af særlige egenskaber eller evner, der giver adkomst til magt. Og det er netop i denne trussel mod elitens egne privilegier og eget selvbillede, hadet opstår. Hadet til og truslen mod demokratiet kommer således, ifølge Rancière, ikke først og fremmest udefra, men indefra; fra eliterne i de vestlige samfund.

## Anmeldelser
- Eliternes frygt for lighed - anmeldelse af idéhistoriker Mikkel Thorup i Dagbladet Information, 7. september 2013.
- Når såkaldte demokrater hader demokratiet (Webside ikke længere tilgængelig) - anmeldelse af Marcus Lantz i Højskolebladet.
- Anmeldelse på K's bognoter - anmeldelse af Kasper Håkansson, 12. februar 2014.